# Fairly Legal
Fairly Legal ist eine US-amerikanische Justiz-Fernsehserie mit Sarah Shahi und Michael Trucco in den Hauptrollen, konzipiert von Michael Sardo. Sie handelt von einer ehemaligen Anwältin, die seit einiger Zeit die Tätigkeit als Mediatorin vorzieht, um somit mehr Gerechtigkeit bei Rechtsstreitigkeiten erzielen zu können.
Die Erstausstrahlung der Serie erfolgte am 20. Januar 2011 auf dem US-Kabelsender USA Network, nach insgesamt zwei Staffeln wurde die Serie am 1. November 2012 abgesetzt. Im deutschsprachigen Raum wurde die Serie erstmals auf dem Sender VOX vom 11. September 2013 bis 5. März 2014 als Free-TV-Premiere ausgestrahlt.

## Handlung
Im Mittelpunkt steht die ehemals erfolgreiche Anwältin Kate Reed aus San Francisco, die seit einigen Jahren die Kanzlei ihres Vaters verlassen hat, um fortan als Mediatorin zu arbeiten. Durch den Tod ihres Vaters hat sie sich nunmehr mit ihrer Stiefmutter, die etwa so alt wie sie selbst ist, auseinanderzusetzen, um sein Vermächtnis, die Firma, vor dem Ruin zu bewahren. Ihre beruflichen und privaten Probleme vermischen sich, wenn sie mit dem Staatsanwalt Justin Patrick verhandeln muss, da die beiden gerade dabei sind, sich scheiden zu lassen.

## Figuren

### Hauptfiguren
Kate Reed
Aus einer Anwaltsfamilie stammend, studierte auch Kate Jura und war für die Anwaltskanzlei ihres Vaters tätig. Doch die vielen bürokratischen Hürden und unbeugsamen Gesetzestexte sind ihrer Meinung nach oftmals der Hinderungsgrund für faire Rechtsurteile, so versucht sie nun als Schlichterin außerhalb des Gerichtssaals mehr zufriedenstellende Einigungen erreichen. Durch den Tod ihres Vaters muss sie nun wieder mehr in der Firma mitwirken und sich mit ihrer Stiefmutter, der Teilhaberin der Kanzlei, auseinandersetzen.
Justin Patrick
Der stellvertretende Staatsanwalt Justin Patrick ist noch Kates Ehemann, doch die Scheidung ist schon beantragt. Auch in ihren beruflichen Auffassungen unterscheiden sie sich, da er Kates Kritik an dem Rechtssystem nicht teilen und ihre Gesetzesmissachtungen nicht hinnehmen kann.
Lauren Reed
Lauren Reed war die zweite Ehefrau von Kates Vater und somit trotz des geringen Altersunterschieds zu Kate ihre Stiefmutter. Seit dem Tod ihres Mannes hat sie die Leitung der Familienkanzlei übernommen und versucht trotz der Streitigkeiten die Firma erfolgreich weiterzuführen.
Leonardo „Leo“ Prince
Leo ist Kates loyaler Assistent. Seine guten Kontakte und unorthodoxen Methoden, an Informationen zu gelangen, erweisen sich als besonders hilfreich. Privat nutzt er jede Minute, um seine Leidenschaft für Fantasy-Onlinespiele ausleben zu können.

### Nebenfiguren
Spencer Reed
Spencer ist Kates älterer Bruder und war auch in der Familienkanzlei tätig. Derzeit pausiert er und kümmert sich zugunsten der Karriere seiner Ehefrau um Kind und Haushalt.
Richter David Nicastro
Richter Nicastro hat eine große Abneigung gegen Kates unkonventionelle Vorgehensweise, trotzdem lädt er sie manchmal vor, um bei einigen Fällen außergerichtlich zu schlichten.

## Besetzung und Synchronisation
Für die deutsche Synchronisation wurde die Synchronfirma EuroSync GmbH in Berlin beauftragt. Die Dialogregie führte Heike Kopach.
| Rollenname             | Schauspieler/in       | Hauptrolle (Episoden) | Nebenrolle (Episoden)             | Synchronsprecher/in  |
| ---------------------- | --------------------- | --------------------- | --------------------------------- | -------------------- |
| Kate Reed              | Sarah Shahi           | 1.01–2.13             |                                   | Alexandra Wilcke     |
| Justin Patrick         | Michael Trucco        | 1.01–2.13             |                                   | Sascha Rotermund     |
| Lauren Reed            | Virginia Williams     | 1.01–2.13             |                                   | Natascha Geisler     |
| Leonardo ‚Leo‘ Prince  | Baron Vaughn          | 1.01–2.13             |                                   | Ozan Ünal            |
| Spencer Reed           | Ethan Embry           |                       | 1.01–02, 1.04                     | Bernhard Völger      |
| Richter David Nicastro | Gerald McRaney        |                       | 1.01, 1.03, 1.10, 2.03, 2.09      | Bert Franzke         |
| Andrew                 | Tim Fellingham        |                       | 1.01–1.03                         | Till Endemann        |
| Aaron Davidson         | Esai Morales          |                       | 1.04, 2.01, 2.05, 2.10–2.11, 2.13 | Thomas Nero Wolff    |
| David Smith            | Richard Dean Anderson |                       | 1.05, 1.08–1.10                   | Erich Räuker         |
| Kim                    | Devon Weigel          |                       | 1.06, 1.08–1.09                   | Sandrine Mittelstädt |
| Ben Grogan             | Ryan Johnson          | 2.01–2.13             |                                   | Norman Matt          |

## Episodenliste

### Staffel 1
| Nr. (ges.) | Nr. (St.) | Deutscher Titel           | Originaltitel           | Erstausstrahlung USA | Deutschsprachige Erstausstrahlung (D) | Regie           | Drehbuch                                                     |
| ---------- | --------- | ------------------------- | ----------------------- | -------------------- | ------------------------------------- | --------------- | ------------------------------------------------------------ |
| 1          | 1         | Neuanfang                 | Pilot                   | 20. Jan. 2011        | 11. Sep. 2013                         | Bronwen Hughes  | Michael Sardo                                                |
| 2          | 2         | Das Testament             | Priceless               | 27. Jan. 2011        | 18. Sep. 2013                         | Andy Wolk       | Michael Sardo                                                |
| 3          | 3         | Danke, Coach!             | Benched                 | 3. Feb. 2011         | 25. Sep. 2013                         | John Showalter  | Aaron Tracy                                                  |
| 4          | 4         | Kocharena                 | Bo Me Once              | 10. Feb. 2011        | 2. Okt. 2013                          | Anton Cropper   | Handlung: Linda Burstyn Schauspiel: Jan Nash & Michael Sardo |
| 5          | 5         | Der fremde Mann           | The Two Richards        | 17. Feb. 2011        | 9. Okt. 2013                          | Paul Holahan    | Jan Nash                                                     |
| 6          | 6         | Unter Druck               | Believers               | 24. Feb. 2011        | 16. Okt. 2013                         | Tricia Brock    | Jim Adler                                                    |
| 7          | 7         | Identität                 | Coming Home             | 3. März 2011         | 23. Okt. 2013                         | Steven DePaul   | Jim Adler                                                    |
| 8          | 8         | One Hit Wonder            | UltraVinyl              | 10. März 2011        | 30. Okt. 2013                         | Bob Berlinger   | Blair Singer                                                 |
| 9          | 9         | Hochzeit mit Hindernissen | My Best Friend’s Prenup | 17. März 2011        | 6. Nov. 2013                          | Vincent Misiano | Ben Lee                                                      |
| 10         | 10        | Land unter                | Bridges                 | 24. März 2011        | 13. Nov. 2013                         | Peter Markle    | Jan Nash & Michael Sardo                                     |

### Staffel 2
| Nr. (ges.) | Nr. (St.) | Deutscher Titel        | Originaltitel     | Erstausstrahlung USA | Deutschsprachige Erstausstrahlung (D) | Regie            | Drehbuch                            |
| ---------- | --------- | ---------------------- | ----------------- | -------------------- | ------------------------------------- | ---------------- | ----------------------------------- |
| 11         | 1         | Der neue Mann          | Satisfaction      | 16. März 2012        | 20. Nov. 2013                         | Anton Cropper    | Peter Ocko                          |
| 12         | 2         | Organspende            | Start Me Up       | 23. Juni 2012        | 27. Nov. 2013                         | Andy Wolk        | Rob Fresco                          |
| 13         | 3         | Morphium               | Bait & Switch     | 30. März 2012        | 4. Dez. 2013                          | Ken Girotti      | Joanna Johnson                      |
| 14         | 4         | Sturzflug              | Shine a Light     | 6. Apr. 2012         | 11. Dez. 2013                         | Allan Kroeker    | Jamie Pachino                       |
| 15         | 5         | Alte Bekannte          | Gimme Shelter     | 13. Apr. 2012        | 8. Jan. 2014                          | Peter Lauer      | Tawnya Bhattacharya & Ali Laventhol |
| 16         | 6         | Innere Angelegenheiten | What They Seem    | 20. Apr. 2012        | 15. Jan. 2014                         | Anton Cropper    | Tom Donaghy                         |
| 17         | 7         | Täuschungsversuch      | Teenage Wasteland | 27. Apr. 2012        | 22. Jan. 2014                         | Tawnia McKiernan | Ish Goldstein                       |
| 18         | 8         | Hungerstreik           | Ripple of Hope    | 4. Mai 2012          | 29. Jan. 2014                         | Peter Markle     | Robert Nathan                       |
| 19         | 9         | Auf die Barrikaden!    | Kiss Me, Kate     | 11. Mai 2012         | 5. Feb. 2014                          | Michael Watkins  | Roger Wolfson                       |
| 20         | 10        | Mit List und Tücke     | Shattered         | 18. Mai 2012         | 12. Feb. 2014                         | Andy Wolk        | Jamie Pachino                       |
| 21         | 11        | Grenzgänge             | Borderline        | 1. Juni 2012         | 19. Feb. 2014                         | Matthew Penn     | Joanna Johnson                      |
| 22         | 12        | Böses Erwachen         | Force Majeure     | 8. Juni 2012         | 26. Feb. 2014                         | Peter Markle     | Peter Ocko                          |
| 23         | 13        | Sendeschluss           | Finale            | 15. Juni 2012        | 5. März 2014                          | Anton Cropper    | Peter Ocko                          |